# 1423 az irodalomban
Az 1423. év az irodalomban.

## Születések
- 1423 – Alfonso Fernández de Palencia kasztiliai spanyol történetíró († 1492)
- 1423 körül – Laonikosz Khalkokondülész (latinul: Chalcocondyles) bizánci görög történetíró († 1490 körül)